# 西藏卫视
西藏卫视，正式名称西藏广播电视台综合频道（汉语）。是中华人民共和国西藏广播电视台旗下的一条卫星频道。开播时使用藏语、汉语播出，1999年10月，西藏卫视汉藏语分频道播出，分为汉语的西藏卫视和藏语的西藏藏语卫视。2015年2月15日，西藏卫视全新改版。改版的西藏卫视使用水晶台标，由于该台标未获广电总局批准，只能作为宣传片使用，实际播出的电视画面左上角台标并没有更换。2023年1月18日，西藏卫视實現高清播放。

## 节目
- 西藏新闻联播
- 午间新闻
- 西藏风情
- 西藏诱惑
- 西藏旅游
- 跟我学藏语
- 藏地健康密码
- 西藏现在时
- 高原新闻眼（原《晚间新闻》，目前暂停播出）
- 云端行走第一季·骑行318